# Dimence Groep

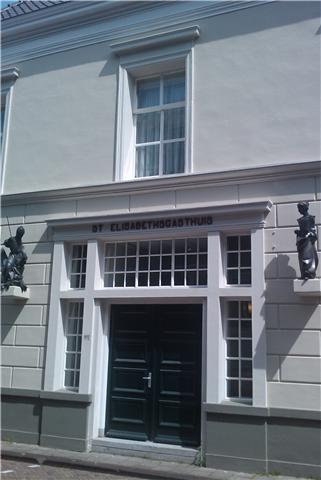
Het Sint-Elisabethsgasthuis aan de Bagijnenstraat. De beelden van Margriet Barends tonen St. Elisabeth en St. Juriën (St. Joris). De laatste verwijst naar het Sint-Jurriëngasthuis dat hier gelegen was.

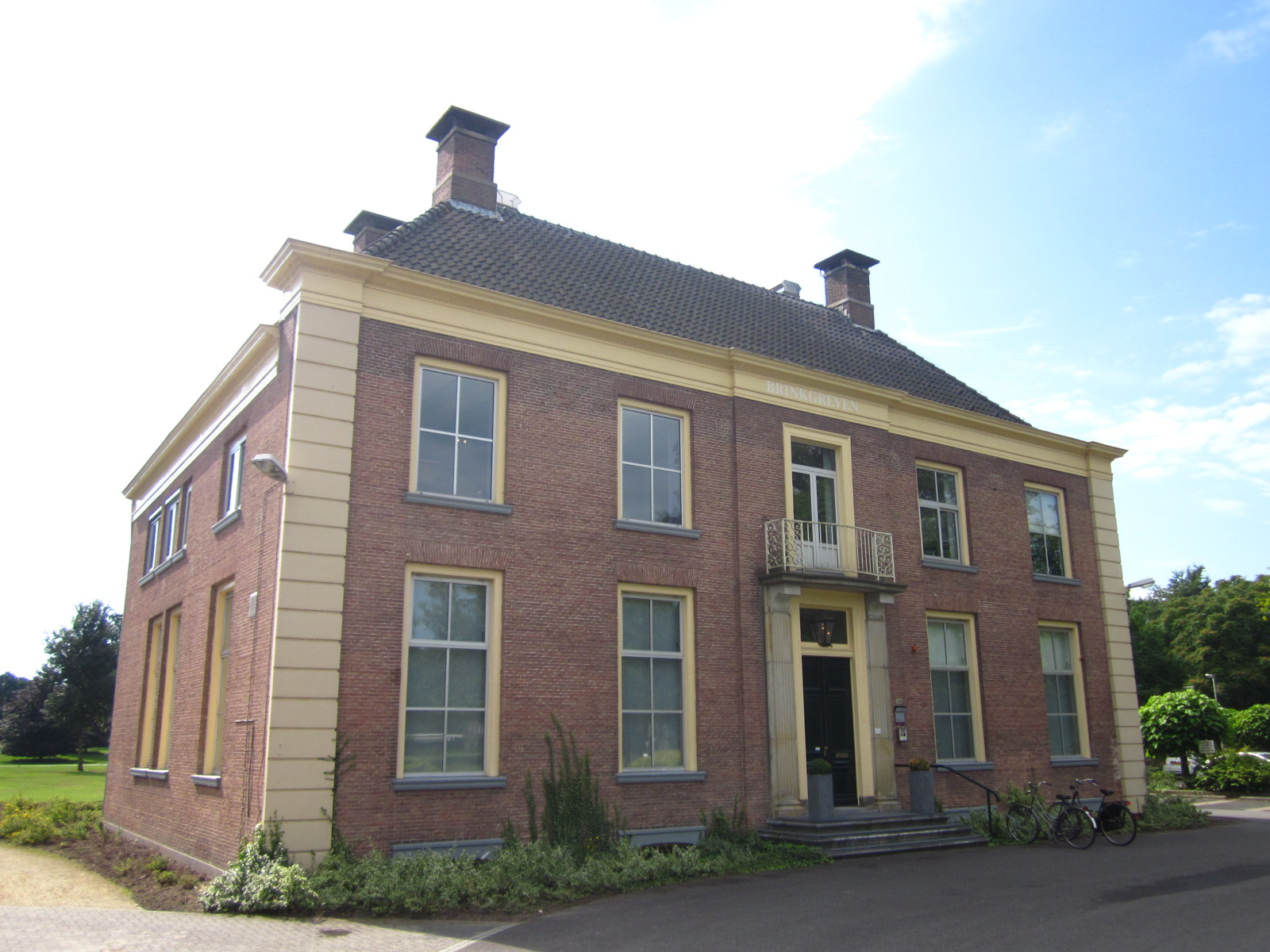
Landhuis 'Brinkgreven' te Deventer, zetel van de raad van bestuur van Dimence

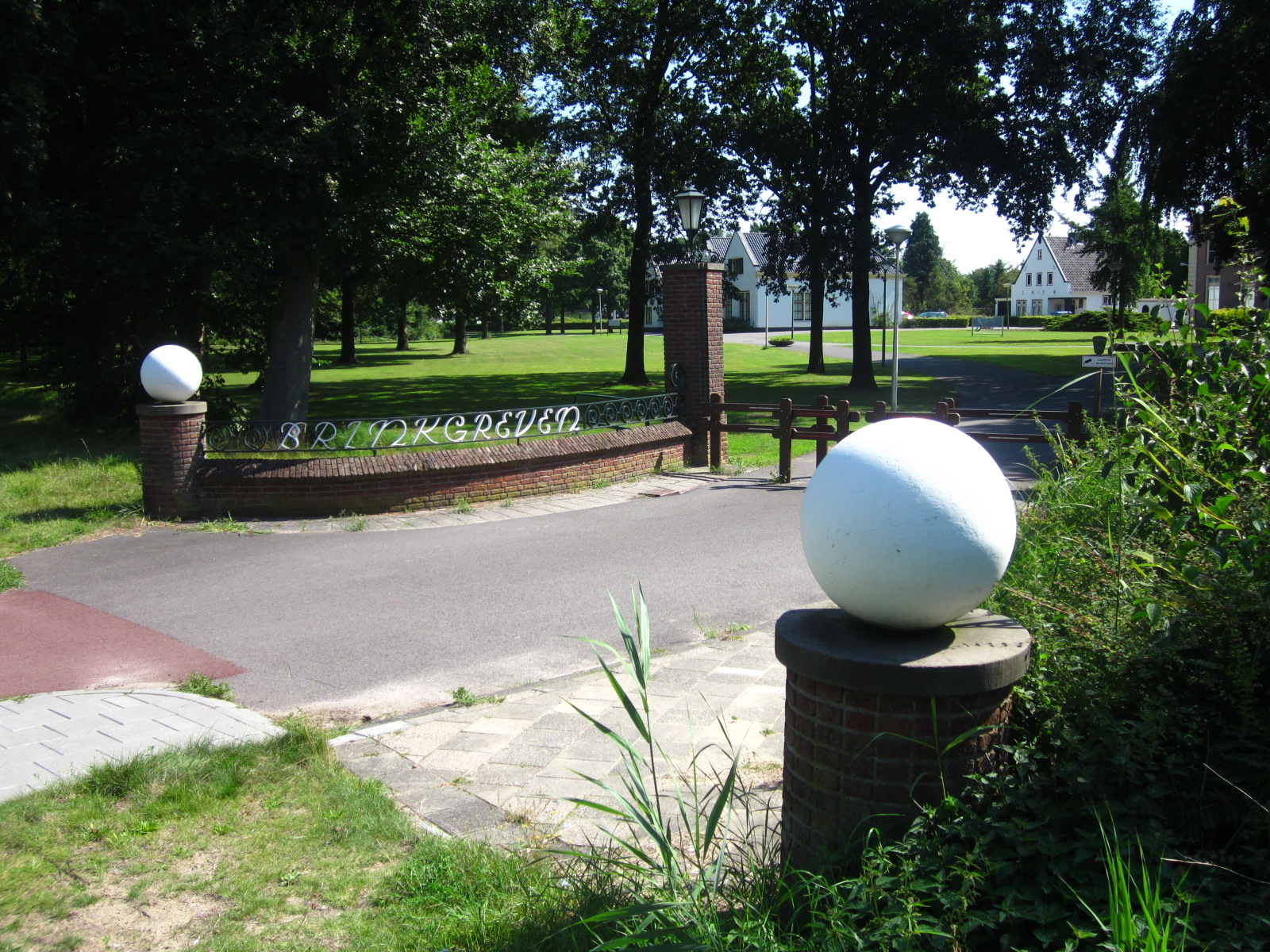
De witte kuizen of koezen

De Dimence Groep is een conglomeraat van gefuseerde instellingen op het gebied van de geestelijke gezondheidszorg en maatschappelijke zorg in Oost-Nederland.
De groep is in 2008 gevormd uit Adhesie GGZ, RIAGGz over de IJssel (RIAGG IJsselland en RIAGG Zwolle) en Zwolse Poort. Het werkgebied komt grotendeels overeen met het gebied van de provincie Overijssel, met uitzondering van de regio Enschede - Hengelo, waar Mediant de zorg levert. Naast instellingen voor geestelijke gezondheidszorg omvat de groep onderdelen voor lokaal welzijnswerk en maatschappelijk werk. Met zo'n 2800 medewerkers en 1500 vrijwilligers bediende Dimence in 2019 ruim 50.000 cliënten, waarvan ruim 600 verblijfscliënten.

## Geschiedenis
De oorsprong van Dimence gaat terug tot het Sint-Elisabethsgasthuis aan de Bagijnenstraat te Deventer, gesticht in 1513. Het gasthuis kocht in 1875 het landgoed Brinkgreven, net buiten Deventer en in 1894 ontstond hier een 'buitengesticht' van het gasthuis, een psychiatrische inrichting. De witte bollen (kuizen) bij het toegangshek zijn opgenomen in de streektaal: wie achter de witte kuizen zit is opgenomen in het psychiatrisch ziekenhuis.
In 2008 besloten een drietal instellingen op het gebied van de geestelijk gezondheidszorg in Overijssel om te gaan samenwerken onder de naam Dimence Groep.
Een deel van het Sint-Elisabethsgasthuis is sinds 2009 verbouwd voor een beschermd wonen-project van Dimence.  In 2011 kondigden TBS-kliniek Oldenkotte en Dimence intensief te gaan samenwerken, en bij de sluiting van Oldenkotte in 2014 werden enkele onderdelen overgenomen door de Dimence Groep en ondergebracht in de Stichting Transfore. In 2014 werd ook de Stichting Dimence Groep opgericht. Daarbij werden ook andere werkvormen ondergebracht zoals de forensische psychiatrie, maatschappelijk werk en welzijnswerk.
In 2021 sloot de Dimence Groep een samenwerkingsovereenkomst met de Universiteit Twente, bedoeld om wetenschap en praktijk met elkaar te verbinden. De samenwerking betreft met name de onderdelen van de Dimence Groep die zich bezighouden met geestelijke gezondheidszorg, te weten Dimence, Mindfit en Transfore.

## Stichtingen
De groep bestaat uit een zestal stichtingen, welke verschillende gebieden binnen de ggz bedienen:
- Stichting Dimence, een algemeen psychiatrisch ziekenhuis, met drie specialistische centra: Centrum Bipolaire Stoornissen, Centrum Ontwikkelingsstoornissen en Centrum Kinder Psychiatrie
- Stichting Transfore, forensische psychiatrie
- Stichting Mindfit, basis-ggz, via online ondersteuning, praktijkondersteuning, individuele gesprekken of groepsbehandeling
- Stichting De Kern, laagdrempelige maatschappelijke dienstverlening
- Stichting Jeugd ggz, gespecialiseerd in psychiatrische zorg voor kinderen en jongeren
- Stichting WijZ, een stichting voor welzijnswerk, werkzaam in een zestal gemeenten in Overijssel